# J1601+3102
J1601+3102 est un quasar situé a 1,2 Gal de notre système stellaire dans la constellation de la couronne boréale.

## Découverte (2022)
Le quasar à haute impédance J1601+3102 a été découvert dans le cadre d'un échantillon de 20 quasars radio-brillants, qui ont été sélectionnés en combinant une sélection optique abandonnées avec des observations radio basse fréquence.

## Propriétés physiques
Ce Quasar est observable dans le domaine des ondes radios , du proche infrarouge et de l'optique.
Et des jet bipolaire de l'ordre de centaines de milliers d'années lumière (~ 200 000 al).

## Jet détecté par leLOFAR
La découverte d'un grand jet radio étendu (plus grand que 66 kpc) pour la première fois en utilisant l'imagerie de longue base LOFAR à résolution 0.3 pouces.
Le jet radio est associé au quasar J1601+3102 qui a été découvert récemment par AJ Gloudemans et al. (2022) en utilisant le LOFAR Two-metre Survey Data Release 2 (LoTSS-DR2 ; TW Shimwell et al. 2022 ). Dans ce travail, ils ont étudié ses propriétés radio et décrit ses propriétés de trou noir à partir d'observations spectroscopiques UV de suivi dans le référentiel au repos en utilisant le spectrographe proche infrarouge Gemini (GNIRS ; JH Elias et al. 2006). La découverte de cette source révèle l'existence de sources radio étendues dans l'aube cosmique malgré l'augmentation de la densité énergétique du fond diffus cosmologique.Tout au long de ce travail, ils ont proposé une cosmologie ΛCDM avec H 0 = 70 km s −1 Mpc −1, Ω M = 0,3 et Ω Λ = 0,7 et utilisons le système de magnitude AB.